# National Museum (Malaysia)

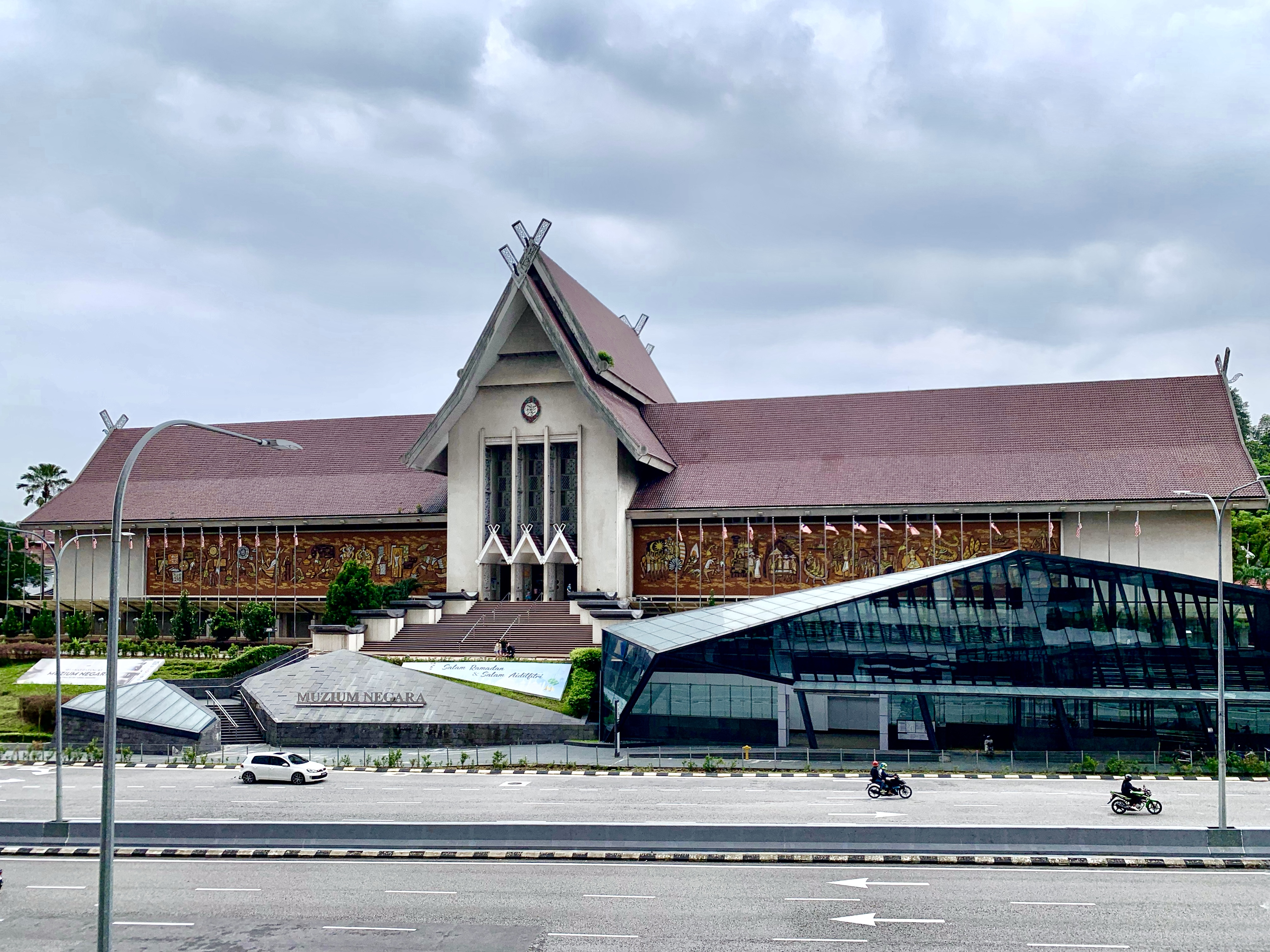
Das malaysische Nationalmuseum

Das National Museum (Muzium Negara) von Malaysia in der Hauptstadt Kuala Lumpur präsentiert die Kulturgeschichte Malaysias beginnend mit der Vor- und Frühgeschichte, der Ankunft des Islams über die Kolonialzeit bis in die Neuzeit. Das Museum befindet sich bei Perdana Lake Gardens und wurde 1963 gegründet.